# Calosota longiventris
Calosota longiventris är en stekelart som först beskrevs av William Harris Ashmead 1896.  Calosota longiventris ingår i släktet Calosota och familjen hoppglanssteklar. Inga underarter finns listade.